# Quidditch Nederland
Quidditch Nederland, voorheen bekend als: Muggle Quidditch Nederland, is de officiële sportbond voor quidditch in Nederland. De bond is aangesloten bij de International Quidditch Association.
De sport heeft verschillende elementen uit andere sporten en spelen zoals rugby, trefbal en handbal en is gebaseerd op de fictieve sport zwerkbal uit de Harry Potter-reeks. Quidditch Nederland werd opgericht in 2014 door Jerona van der Gevel en Bram Vries als een onderdeel van Quidditch Benelux.

## Geschiedenis
Gesprekken over QNL begonnen voor en tijdens de 2014 IQA European Championships waar ideeën van de Belgische Quidditch Federatie werden gedeeld. Eerder dat jaar had WizardWear een Harry Potter-thema quidditch-toernooi gepland op de grootste fantasybeurs van Nederland, Elfia. Gedurende een reeks gesprekken met medewerkers van WizardWear en de QNL-leiding, werd besloten dat Elfia in plaats van een reeks cosplay quidditchwedstrijden een fantasie tornooi zou organiseren en daarvoor zowel quidditchspelers en niet-quidditchspelers zou uitnodigen om zich aan te melden. Slechts één deelnemend team was een officieel team: de Deurno Dodo's, terwijl de andere teams werden samengesteld met spelers uit België, het Verenigd Koninkrijk, Frankrijk en Nederland. Na het tweedaagse toernooi, dat door de Dodo’s gewonnen werd en waar het fantasy black team een goede tweede plaats behaalde, kwamen geïnteresseerde partijen bijeen om de oprichting van teams in onder meer Rotterdam, Amsterdam en Utrecht te realiseren. Momenteel zijn er ongeveer zes actieve teams in Nederland, onder toezicht van Quidditch Nederland, met nog eens twee andere teams in het proces van opstarten. Met ingang van 1 juni 2014 is Quidditch Nederland begonnen aan de overgang naar een non-profitorganisatie en begon het met het werven van haar uitvoerende en administratieve medewerkers.
Tegenwoordig is het bestuur ingeschreven bij de KvK en heeft het de status als een vereniging met beperkte rechtsbevoegdheden verkregen sinds 2018

## Structuur
De dagelijkse gang van zaken van QNL worden afgehandeld door het QNL-bestuur, dat wordt verkozen door de QNL leden. Het bestuur bestaat uit ten minste vier personen en bevat minimaal een voorzitter, secretaris en een penningmeester. Verder zal de secretaris, penningmeester of een van de andere bestuursleden tot vicevoorzitter worden benoemd indien deze functie open blijft na het instemmen.
De voorzitter houdt bovendien zetel in het IQA-congres, evenals een zetel in de Europese Commissie van de IQA (ook bekend als Quidditch Europe).
Er wordt periodiek in de maand vergaderd over belangrijke zaken binnen Quidditch in Nederland, zodoende het lidmaatschap, het voorbereiden van Algemene Ledenvergaderingen, de financiën en het organiseren van competitiedagen voor zijn teams/leden.

### Bestuur 2020 - 2021
- Voorzitter: Marit Epskamp
- Vice-President: Jori Noordenbos
- Penningmeester: Anna Bakker
- Secretaris: Kevin Prins
- Commissaris publieke relaties: gecombineerde functie gevuld door het bestuur
- Commissaris Gameplay: Lennard Hommel

### Bestuur 2019 - 2020
- Voorzitter: Laurent Lardenois
- Vice-President: Yuri Vissers
- Penningmeester: Kyra Rombouts
- Secretaris: Kevin Prins
- Commissaris publieke relaties: Marit Epskamp
- Commissaris gameplay: Lennard Hommel

### Bestuur 2018 - 2019
- Voorzitter: Laurent Lardenois
- Vice-President: Anna Bakker
- Penningmeester: Kyra Rombouts
- Secretaris: Max van Veen
- Commissaris publieke relaties: Kevin Prins
- Commissaris gameplay: Gaëlle Pelupessy

### Bestuur 2018[12]
- Voorzitter: Robin Mier
- Vice-Voorzitter: Chula Bruggeling
- Penningmeester: Niels van der Wal
- Secretaris: Annemieke Drost
- Commissaris publieke relaties: Joel Noah Vissenberg/Sander Gerdaets
- Commissaris gameplay: Twan Elting

### Bestuur 2017
- Voorzitter: Chula Bruggeling
- Vice-President/Penningmeester: Robin Mier
- Secretaris/Team Director: Rein Anspach
- Commissaris Gameplay: Bram Vries

### Bestuur 2016
- Voorzitter: Chula Bruggeling/Jerona van der Gevel
- Vice-President/Penningmeester: Robin Mier
- Secretaris/Team Director: Rein Anspach
- Commissaris Gameplay: Bram Vries

### Bestuur 2014 - 2015
(omdat pas na dit jaar pas de functies werden verduidelijkt, staan hier alleen de namen die in het bestuur hebben gezeten)
- Bram
- Charles
- Jerona
- Nick
- Ruby

### Voorzitters door de jaren heen[13]
- 2020 - Heden: Marit Epskamp
- 2018 - 2020: Laurent Lardenois
- 2017 - 2018: Robin Mier
- 2016 - 2017: Chula Bruggeling
- 2014 - 2016: Jerona van der Gevel

## Toernooien en evenementen[14]
Nederland organiseert verschillende quidditch-toernooien variërend in groten en neemt deel aan meerdere internationale toernooien.

### Dutch Quidditch Cup
Het belangrijkste toernooi van het seizoen is de Dutch Quidditch Cup, waarin QNL-teams tegenover elkaar staan en strijden voor de Nederlandse titel. Door de jaren heen is de datum waarop het toernooi binnen het seizoen plaatsvindt meerdere malen gewijzigd, van november in het seizoen 2015/2016 naar januari in het seizoen 2016/2017 tot mei in het seizoen 2017/2018 tot op heden heeft Quidditch Nederland nog niet geformaliseerde op welke datum in het seizoen het toernooi geacht wordt te worden georganiseerd.
Edities van de Dutch Quidditch Cup:
| Seizoen   | Datum            | Gaststad   | Winnaar             |
| --------- | ---------------- | ---------- | ------------------- |
| 2015-2016 | 21 november 2015 | Wageningen | North Sea Nargles   |
| 2016-2017 | 22 januari 2017  | Utrecht    | Dom Tower Dementors |
| 2017-2018 | 26 & 27 Mei 2018 | Enschede   | Twentse Thestrals   |
| 2018-2019 | Geen editie      | n.v.t      | n.v.t               |

### Nederlandse quidditch competitie
In het seizoen 2016/2017 werd de Nederlandse quidditch competitie opgericht, een poging om een meer geformaliseerde, seizoen-lange competitieve structuur te creëren. Geïnteresseerde QNL-teams melden zich aan het begin van het seizoen aan voor de competitie en zullen elkaar in de loop van het seizoen verschillende keren ontmoeten, met als hoogtepunt een ranglijst gebaseerd op alle gespeelde wedstrijden van dat seizoen. In het begin van dit toernooi zouden er elk jaar 2 leagues zijn. Een herfsteditie en een voorjaarseditie. In beiden edities zouden teams elkaar twee keer op het veld ontmoeten. Toen Lumos Eindhoven in 2018 als 6e team toetrad tot de competitie, bleek deze structuur niet langer praktisch, dit leiden ertoe dat in het seizoen 2018-2019 er voor het eerst maar een competitie zou zijn voor het gehelen seizoen.
Stand van de Nederlandse quidditch competitie 2018-2019 na twee speelrondes.
| Klassering | Team                  | Overwinningen | Overwinningen buiten SWIM | Punten |
| ---------- | --------------------- | ------------- | ------------------------- | ------ |
| 1          | Twentse Thestrals     | 2             | 1                         | 60     |
| 2          | Rotterdam Ravens      | 1             | 1                         | 40     |
| 3          | Lumos Eindhoven       | 1             | 1                         | 10     |
| 4          | Wageningen Werewolves | 1             | 1                         | -20    |
| 5          | Domtower Dementors    | 1             | 0                         | 10     |
| 6          | North Sea Nargles     | 0             | 0                         | -100   |

De eindstand van de Nederlandse quidditch competitie 2018 (Lente) is als volgt:
| Klassering | Team                  | Overwinningen | PD   | QPD  |
| ---------- | --------------------- | ------------- | ---- | ---- |
| 1          | Rotterdam Ravens      | 6             | 380  | 260  |
| 2          | Twentse Thestrals     | 5             | 60   | 0    |
| 3          | North Sea Nargles     | 4             | -10  | -40  |
| 4          | Wageningen Werewolves | 3             | 0    | 120  |
| 5          | Dom Tower Dementors   | 2             | -430 | -340 |

∗In geval van een gelijke stand zal eerst naar onderlingen resultaten worden gekeken.
De Nederlandse quidditch competitie is door de jaren heen gewonnen door:
| Seizoen     | Winnaar             |
| ----------- | ------------------- |
| Herfst 2016 | Dom Tower Dementors |
| Lente 2017  | Dom Tower Dementors |
| Herfst 2017 | North Sea Nargles   |
| Lente 2018  | Rotterdam Ravens    |

### Open Dutch Summer Cup
In 2016 werd de eerste Open Dutch Summer Cup gehouden in Utrecht. Het toernooi staat open voor officiële teams uit zowel Nederland als het buitenland, evenals niet-officiële en zogenaamde merc teams (teams bestaande uit spelers die niet formeel deel uitmaken van hetzelfde team). Alle opeenvolgende jaren is ODSC georganiseerd in Lievelde, Gelderland.
Dit toernooi wordt vaak aan het einde van de zomervakantie georganiseerd(Rond eind augustus).
De bedoeling van dit toernooi is gericht op een seizoensafsluiter/seizoensopener, met als doel meer voor plezier. Dit toernooi is tegelijk ook een mogelijkheid om te meten hoe sterk een team is voor de komende competitie. De teams die hier op af komen zijn voornamelijk afkomstig uit Nederland, België en Duitsland, zo is het dan ook mogelijk om gemixte teams te maken en in te schrijven waardoor er een multicultureel team ontstaat.
Open Dutch Summer Cup wordt georganiseerd door de Nederlandse bond van Quidditch (QNL), tenzij er een commissie van vrijwilligers is die dit kan en wil overnemen. Hierbij is ODSC gericht op gezelligheid en ervaring opdoen in Quidditch, om zoals voorheen vermeld te peilen hoe sterk een team is voor de komende competitie.

### Benelux Cup
De Benelux Cup maakte zijn debuut in het seizoen 2014/2015 met de introductie van de nieuwe IQA. Het is een jaarlijks evenement waarbij teams uit België, Nederland en Luxemburg deelnemen.
Het evenement was oorspronkelijk bedoeld als het eindtoernooi voor de Benelux League, de Benelux league moest zorgen voor een gedeeld competitief seizoen voor Quidditch Nederland (toen nog Muggle Quidditch Nederland), de Belgische Quidditch Federatie (toen nog Belgium Muggle Quidditch) en Luxembourg Muggle Quidditch.

### Internationale toernooien
Als officieel lid van Quidditch Europe en de International Quidditch Association neemt Quidditch Nederland deel aan verschillende grote internationale toernooien: de European Quidditch Cup voor clubteams, en de European Games en IQA Wereldbeker voor nationale teams.
Nederland was voor het eerst aanwezig op de Europese Quidditch Cup op 18 en 19 april 2015 in Oxford, het Verenigd Koninkrijk, vertegenwoordigd door de North Sea Nargles en de Wageningen Werewolves.
Het Nederlands nationaal quidditchteam, bijgenaamd de Flying Dutchmen, heeft de European Games bijgewoond sinds de eerste editie op 25 en 26 juli 2015 in Sarteano, Italië. Het heeft deelgenomen aan de IQA World Cup sinds het die naam kreeg op 23-24 juli 2016 in Frankfurt, Duitsland.

## Officiële teams

### Clubteams
Teams in Nederland betalen een jaarlijkse contributie aan QNL om een officieel competitief of een opstartend lid te zijn. Momenteel zijn er de volgende competitieve teams in Nederland:
- Rotterdam: Rotterdam Ravens[23]
- Wageningen: Wageningen Werewolves[24]
- Enschede: Twentse Thestrals[25]

Officiële teams binnen Nederland die nog in ontwikkeling zijn::
- Maastricht: Mosasaurs[26]
- Amsterdam: Amsterdam Manticores[27]
- Groningen: Groningen Griffins[28]
- Leiden: Leidse Zeemeeuwen[28]

Voormalige teams:
- Leiden/Amsterdam: North Sea Nargles[29]
- Utrecht: Dom Tower Dementors[30]
- Eindhoven: Lumos Eindhoven
- Gemixt: Chaos Chimeras

### Nationaal team
Naast spelende clubteams heeft QNL ook een nationaal team, genaamd de Flying Dutchmen. Het team debuteerde op de European Games 2015 in Sarteano, Italië. Het team traint rond februari tot het belangrijkste internationale toernooi, namelijk de IQA World Cup of de European Games.
Spelers worden tegenwoordig uitgenodigd voor selectietrainingen als het team waarin de desbetreffende speler speelt, competitief of opstartend is binnen de bond staat ingeschreven. Aan de hand van de resultaten wordt er een selectie gemaakt door de staf en komt er uiteindelijk een "Practice Squad" en een "Playing Roster".
Practice Squad houdt in dat je geselecteerd bent voor de Flying Dutchmen, maar dat je op een reservelijst staat om opgeroepen te worden indien er een speler binnen het "Playing Roster" uitvalt. Ondertussen trainen de groepen in zijn geheel samen met elkaar.